# エイト日本技術開発
株式会社エイト日本技術開発（エイトにほんぎじゅつかいはつ、英: Eight-Japan Engineering Consultants Inc.）は、日本の総合建設コンサルタント会社。E・Jホールディングス株式会社の完全子会社。道路・橋梁部門に強みを持つ。

## 概要
2005年、夢真ホールディングスが日本技術開発（後のEJビジネス・パートナーズ）に対し敵対的な株式公開買い付け (TOB) を行ったが、エイトコンサルタント（当時）がホワイトナイトとして友好的なTOBを実施。2006年7月に日本技術開発を連結子会社とした。
2007年6月1日付で日本技術開発と共同持株会社「E・Jホールディングス株式会社」を設立し、経営統合した。2009年には事実上の事業統合（日本技術開発の官公需部門をエイトコンサルタントに集約）を行い、社名を現社名に変更している。

## 沿革
- 1955年（昭和30年） 3月 - 島根県松江市に八雲測量社を創業。
- 1960年（昭和35年） 9月 - 島根県松江市西津田町に八雲測量株式会社を設立。
- 1962年（昭和37年） 3月 - 株式会社八雲建設コンサルタントに商号変更。
- 1967年（昭和42年）11月 - 本社を岡山県岡山市巖井に移転。
- 1974年（昭和49年） 6月 - 本社を岡山県岡山市津島に移転。
- 1984年（昭和59年）12月 - 株式会社エイトコンサルタントに商号変更。
- 1999年（平成11年） 2月 - ISO 9001認証取得。
- 2000年（平成12年） 6月 - 東証2部上場。
- 2005年（平成17年）10月 - 日本技術開発株式会社と資本・業務提携、同社を子会社化。
- 2007年（平成19年） 6月 - 日本技術開発と共同持株会社E・Jホールディングス株式会社を設立し、経営統合。
- 2009年（平成21年） 6月 - 日本技術開発の官公需部門を譲り受けた上で、株式会社エイト日本技術開発に商号変更（日本技術開発はEJビジネス・パートナーズに商号変更）。
- 2015年（平成27年） 5月 - EJビジネス・パートナーズを吸収合併。
- 2020年（令和2年） 8月 - タイに現地法人EJEC (Thailand) Co., Ltd.を設立。
- 2024年（令和6年） 6月 - 本社を東京都中野区中野2丁目24番11号 住友不動産中野駅前ビルへ移転[3]。

## 主な関係会社
親会社
- E・Jホールディングス株式会社

兄弟会社
- 日本インフラマネジメント株式会社
- 株式会社近代設計
- 株式会社共立エンジニヤ
- 共立工営株式会社
- 都市開発設計株式会社
- 株式会社北海道近代設計
- 株式会社アークコンサルタント
- 株式会社アイ・デベロップ・コンサルタンツ
- 株式会社二神建築事務所
- 株式会社ダイミック
- EJEC (Thailand) Co., Ltd.